# Johann Georg Wegely
Johann Georg Wegely (* 1679 oder 1680 in Diessenhofen; † 1. März 1755 in Berlin) war ein aus der Schweiz stammender Berliner Unternehmer.

## Werdegang

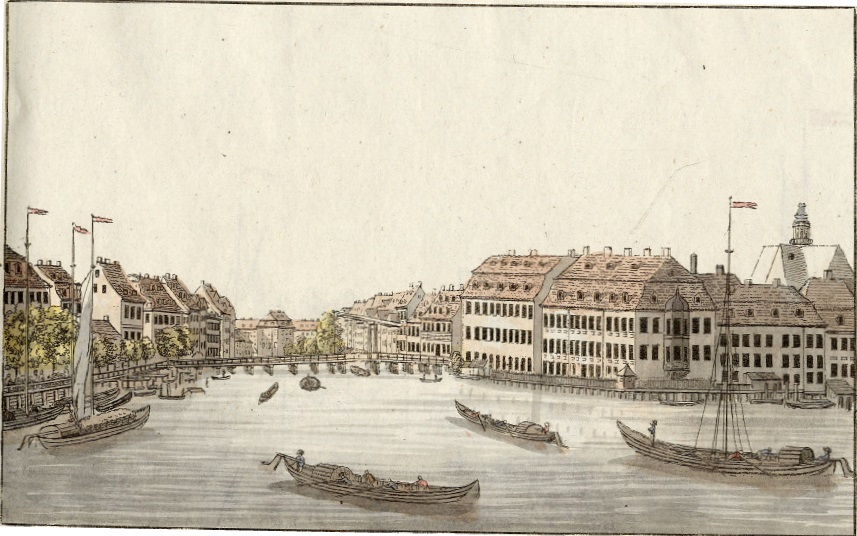
Inselgebäude (Firma Joh. George Wegely & Söhne) an der Inselbrücke um 1775

Johann Georg Wegely ging im Alter von 22 Jahren nach Berlin und heiratete 1798 die ebenfalls aus der Schweiz stammende Anna Cleopha Högger. Die Familie erhielt 1711 das Berliner Bürgerrecht. 1723 gründete er im Spinnhaus auf der Insel in der Spree nahe der Inselbrücke eine Wollzeugfabrik. Das Inselgrundstück wurde durch Aufschüttung mit der Straße An der Fischerbrücke verbunden. 1725 erweiterte er seinen Betrieb durch den Bau eines Manufakturhauses An der Fischerbrücke 2, das sogenannte Inselgebäude. 
1747 erwarb er zwei Häuser an der Königstraße/Ecke Hinter den Baraquen oder Casernen  und ließ an ihrer Stelle von Christian August Naumann ein neues Gebäude bauen.
Ab 1737 waren seine Söhne Wilhelm Caspar Wegely und Johann Andreas Wegely (1721–1771) Mitinhaber der mittlerweile größten Wollzeugmanufaktur Berlins. Nach Wegelys Tod wurde der Betrieb von den Söhnen als Firma Joh. George Wegely & Söhne weitergeführt. Seine Enkel Carl Jacob (1745–nach 1791) und Johann Georg (1748–nach 1833), die Söhne von Wilhelm Caspar, leiteten die Wollzeugfabrik von 1764 bis in die 1790er Jahre.